# Lemmyssyou
Lemmyssyou és un festival de música rock sense ànim de lucre en homenatge a Lemmy Kilmister celebrat anualment a Barcelona cada 28 de desembre, data de la mort del cantant de Mötorhead. El festival es començà a celebrar l'any 2016 tot i que Sergi Pozo, organitzador de l'esdeveniment ja l'havia planejat l'any 2015 quan veié que Lemmy actuant al festival Resurrection Fest no presentava bones condicions físiques i malauradament moriria poc temps després. En totes les edicions les bandes convidades van variant, però el festival culmina amb l'actuació principal del grup de versions barceloní Motörhits. L'única condició per participar en l'homenatge és que les bandes convidades han de tocar temes de Motörhead i que no poden repetir-se cançons. Abans del festival és tradició que el públic assistent faci circular sobre les seves espatlles un pas amb una figura creada per l'especialista en efectes especials Xavi Zamorano, i que representa l'efígie de Lemmy Kilmister, i que es fa circular pels carrers adjacents on se celebrarà el festival amb els assistents corejant "¡Lemmy, Lemmy, Lemmy!", "¡Motörhead, Motörhead, Motörhead!", entre altres càntics i lemes a favor de l'estil de vida de Lemmy Kilmister.

## Edicions
| Any  | Bandes participants                                      | Sala                    |
| ---- | -------------------------------------------------------- | ----------------------- |
| 2016 | - Motörhits                                              | Rocksound - Sala Bóveda |
| 2017 | - Motörhits - 77 - Medalla                               | Sala Bóveda             |
| 2018 | - Motörhits - Deadyard - Schizophrenic Spacers - The Wax | Razzmatazz 2            |
| 2019 | - Motörhits - Mercenarios - The Lizards - The Wizards.   | Sala Bóveda             |
| 2022 | - Motörhits - Redshark - Burgi Zerschëllt                | Sala Bóveda             |
| 2023 | - Motörhits - 77 - Avern - Crim - Deadyard               | Sala Bóveda             |
| 2024 | - Motörhits - Redimoni                                   | La Nau                  |